# Kosborfélék
A kosborfélék vagy orchideafélék (Orchidaceae) a spárgavirágúak (Asparagales) rendjébe tartozó család.
Több szempontból is a növényvilág egyik legfigyelemreméltóbb családja. Megkapó szépségű virágaik, formai változatosságuk, speciális szaporodás-biológiájuk, életmódjuk miatt a botanikusok és a laikus érdeklődők közül sokan szentelnek megkülönböztetett figyelmet ezeknek a növényeknek. Az orchideafélék a növényvilág legnagyobb fajszámú családja közel 22 000-30 000 természetes módon kialakult fajjal (a virágos növények 6–11%-a ide tartozik), melyek között gyakran nehezen állapítható meg éles határvonal. Ezek mellett 150 000 hibridfajta is létezik. Ez a hatalmas fajszám feltehetően az orchideafélék evolúciótörténeti értelemben vett viszonylagos fiatalságából (a legrégebbi, bizonyosan orchideaként beazonosítható lelet „mindössze” 15 millió éves) eredő genetikai változékonyságnak köszönhető, melynek eredményeképp ebben a családban a nemzetségek közötti kereszteződés éppúgy előfordul, mint a normálistól eltérő színezettség (hipo- és hiperkrómia, olykor albinizmus). A fajok áttekinthetetlenségét fokozza az utóbbi évtizedekben mesterségesen előállított, évente akár több száz új hibrid és laboratóriumi körülmények között vegetatív úton előállított szín- és alakváltozat. Nálunk itthon is egyre több új orchideával ismerkedhetünk meg, és egyre több különleges fajtát nevelhetünk otthonunkban is. Ám az orchideák tartása odafigyelést és türelmet igényel.
A legnagyobb nemzetségek a Bulbophyllum (2000 faj), az Epidendrum (1500 faj), Dendrobium (1400 faj) és a Pleurothallis (1000 faj). A családba tartozik a vanília (Vanilla), a kosbor (Orchis) (típusnemzetség) és több termesztett növénynemzetség, mint a Phalaenopsis, a Cattleya és a Cymbidium.

## Elterjedés
A kosborfélék kozmopoliták, csaknem minden szárazföldi élőhelyen előfordulnak a sivatagok és gleccserek kivételével. Többségük a trópusokon található, főleg Ázsiában, Dél-Amerikában és Közép-Amerikában. Megtalálhatók a déli sarkkör fölött, dél-Patagóniában, de még az Antarktiszhoz közeli Macquarie-szigeteken is.
Elterjedésük nagy vonalakban:
- trópusi Amerika: 300-350 nemzetség
- trópusi Ázsia: 250-300 nemzetség
- trópusi Afrika: 125-150 nemzetség
- Óceánia: 50-70 nemzetség
- Európa és mérsékelt égövi Ázsia: 40-60 nemzetség
- Észak-Amerika: 20-30 nemzetség

### Kárpát-medencei előfordulás
A Kárpát-medencében a kosborfélék több mint ötven, ebből hazánkban 47 faja őshonos (további öt alfajjal és mintegy százféle hibriddel). Valamennyi talajlakó. A környező országokban a kosborfélék minden faja védett, Magyarországon csak egyesek.
A fontosabb nemzetségek:
- Orchideae nemzetségcsoport:
  - bangó (Ophrys),
  - kosbor (Orchis),
  - ujjaskosbor (Dactylorhiza);
- Neottieae nemzetségcsoport:
  - madársisak (Cephalanthera).

## Rendszerezés
Az orchideafélék rendszerezése a magas fokú variabilitás miatt nehézkes, az átmeneti alakok, hibridek száma nagy, az egy fajhoz tartozó egyedek is jelentősen eltérhetnek egymástól.

### APG-rendszer

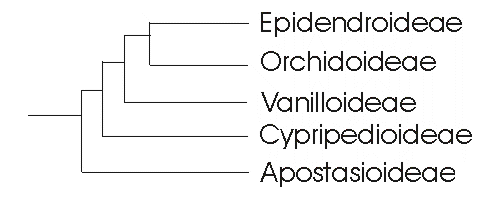
Az Orchidaceae család leszármazási kapcsolatai

Az 1998-ban közzétett APG I és a 2003-ban publikált APG II osztályozások egyaránt a spárgavirágúak (Asparagales) rendbe helyezik a családot, öt alcsaládot különböztetve meg azon belül:
Apostasioideae – Apostasia és Neuwiedia nemzetségek, összesen 16 faj.
Vanilloideae – 15 nemzetség 180 faja, ebből a legnagyobb a Vanília nemzetség 100 fajjal.
Cypripedioideae – 5 nemzetség 130 faja. A legnagyobbak: Paphiopedilum 62 faj, Cypripedium 50 faj.
Orchidoideae – 208 nemzetség 3630 faja. A nagyobb nemzetségek (zárójelben a fajszám): 
Habenaria (600), Caladenia (250), Platanthera (200), Pterostylis (200), Disa (165), Cynorkis (125), kosbor (Orchis, 125), Corybas (120), avarvirág (Goodyera, 80-100), Satyrium (90), Disperis (85), Prasophyllum (80), Cyclopogon (75), Pelexia (75), Peristylus (75), Zeuxine (70), Diuris (55), Holothrix (55), Cheirostylis (50), Dactylorhiza (50), Thelymitra (50)
Epidendroideae – 650 nemzetség 18 000 faja. A nagyobb nemzetségek (zárójelben a fajszám):
Bulbophyllum (2035), Epidendrum (1500), Dendrobium (1400?), Pleurothallis (1000), Lepanthes (>800), Stelis (700), Oncidium (680?), Maxillaria (620), Masdevallia (410), Liparis (320), Malaxis (300), Crepidium (280), Dendrochilum (265), Calanthe (260), Acianthera (200), Coelogyne (200), Specklinia (200), Angraecum (200), Eulophia (200), Phreatia (190), Oberonia (175), Taeniophyllum (170?), Phreatia (160), Pinalia (160), Octomeria (150), Dracula (120), Encyclia (120), Trichosalpinx (110), Ceratostylis (100), Catasetum (100), Elleanthus (100), Glomera (100), Prostheacea (100), Sobralia (100), Platystela (75), Brachionidium (65), Appendicula (60), Callostylis (60), Neottia (60), Nervilia (60), Podochilus (60), Scaphyglottis (60), Sophronitis (60), Lepanthopsis (50), Restrepia (50)
Kladogram az APG szerint:
|  | Vanilloideae: 15 nemzetség 180 fajjal, nedves trópusi és szubtrópusi régiók, Észak-Amerika keleti része                                                             |
|  | |
|  | \| \| Epidendroideae: több mint 500 nemzetség mintegy 20 000 fajjal, kozmopolita \| \| \| \| \| \| Orchidoideae: 208 nemzetség 3630 fajjal, kozmopolita \| \| \| \| |
|  | |
|  | Epidendroideae: több mint 500 nemzetség mintegy 20 000 fajjal, kozmopolita                                                                                          |
|  | |
|  | Orchidoideae: 208 nemzetség 3630 fajjal, kozmopolita |
|  | |

|  | Epidendroideae: több mint 500 nemzetség mintegy 20 000 fajjal, kozmopolita |
|  |                                                                            |
|  | Orchidoideae: 208 nemzetség 3630 fajjal, kozmopolita                       |
|  |                                                                            |

|  | Vanilloideae: 15 nemzetség 180 fajjal, nedves trópusi és szubtrópusi régiók, Észak-Amerika keleti része                                                             |
|  | |
|  | \| \| Epidendroideae: több mint 500 nemzetség mintegy 20 000 fajjal, kozmopolita \| \| \| \| \| \| Orchidoideae: 208 nemzetség 3630 fajjal, kozmopolita \| \| \| \| |
|  | |
|  | Epidendroideae: több mint 500 nemzetség mintegy 20 000 fajjal, kozmopolita                                                                                          |
|  | |
|  | Orchidoideae: 208 nemzetség 3630 fajjal, kozmopolita |
|  | |

|  | Epidendroideae: több mint 500 nemzetség mintegy 20 000 fajjal, kozmopolita |
|  |                                                                            |
|  | Orchidoideae: 208 nemzetség 3630 fajjal, kozmopolita                       |
|  |                                                                            |

|  | Vanilloideae: 15 nemzetség 180 fajjal, nedves trópusi és szubtrópusi régiók, Észak-Amerika keleti része                                                             |
|  | |
|  | \| \| Epidendroideae: több mint 500 nemzetség mintegy 20 000 fajjal, kozmopolita \| \| \| \| \| \| Orchidoideae: 208 nemzetség 3630 fajjal, kozmopolita \| \| \| \| |
|  | |
|  | Epidendroideae: több mint 500 nemzetség mintegy 20 000 fajjal, kozmopolita                                                                                          |
|  | |
|  | Orchidoideae: 208 nemzetség 3630 fajjal, kozmopolita |
|  | |

|  | Epidendroideae: több mint 500 nemzetség mintegy 20 000 fajjal, kozmopolita |
|  |                                                                            |
|  | Orchidoideae: 208 nemzetség 3630 fajjal, kozmopolita                       |
|  |                                                                            |

|  | Vanilloideae: 15 nemzetség 180 fajjal, nedves trópusi és szubtrópusi régiók, Észak-Amerika keleti része                                                             |
|  | |
|  | \| \| Epidendroideae: több mint 500 nemzetség mintegy 20 000 fajjal, kozmopolita \| \| \| \| \| \| Orchidoideae: 208 nemzetség 3630 fajjal, kozmopolita \| \| \| \| |
|  | |
|  | Epidendroideae: több mint 500 nemzetség mintegy 20 000 fajjal, kozmopolita                                                                                          |
|  | |
|  | Orchidoideae: 208 nemzetség 3630 fajjal, kozmopolita |
|  | |

|  | Epidendroideae: több mint 500 nemzetség mintegy 20 000 fajjal, kozmopolita |
|  |                                                                            |
|  | Orchidoideae: 208 nemzetség 3630 fajjal, kozmopolita                       |
|  |                                                                            |

Az APG által alcsaládként kezelt csoportok más szerzőknél családként szerepelnek.

### Egyéb rendszerek
A korábbi rendszerezők többsége külön rendbe (Orchidales) helyezte a családot. Borhidi az Orchidanae főrend Orchidales rendjét három családra osztja:
Aposztáziafélék (Apostasiaceae) – Papucskosborfélék (Cypripediaceae) – Kosborfélék (Orchidaceae)
Ez a felosztás megegyezik Dahlgren rendszerével, aki a fenti családokba a következő nemzetségeket helyezi:
Aposztáziafélék (Apostasiaceae) – Apostasia, Adactylus (=Apostasia?), Neuwiedia
Papucskosborfélék (Cypripediaceae) – 4 nemzetség 99 faja (két porzószál az ivaroszlop két oldalán):
Cypripedium, Paphiopedilum, Phragmipedium, Selinipedium
Kosborfélék (Orchidaceae) – 850 nemzetség, 20-35 000 faj, közel 100 000 hibrid (egy porzószál az ivaroszlop közepén).

## Gazdasági jelentőség
Gazdasági jelentőségük korábban csekély volt, szinte csak a fűszerként használt vanília és néhány gazdag gyűjtő igényeinek kielégítésére szolgáló élő növény kereskedelmére korlátozódott. Mivel a legutóbbi időkig az orchideák szaporítása és mesterséges körülmények közötti tartása megoldhatatlannak tűnő nehézségekbe ütközött, a növények eredeti élőhelyükön való begyűjtése, az „orchideavadászat” komoly üzletággá fejlődött, hatalmas károkat okozva ezzel a vadon élő állományokban. Az orchideák különleges életmódjuk miatt, melynek során általában egy társ gombafaj közreműködését (mikorrhiza) igénylik életben maradásukhoz, mesterséges körülmények között nehezen tarthatók. Valószínű, hogy a trópusokon begyűjtött növények java része már az Európáig, vagy Észak-Amerikáig tartó hosszú hajóúton, vagy ha valami csoda folytán az utat túlélték, a hozzá nem értő vevő otthonában elpusztult. Az utóbbi időben, különösen az egyre kifinomultabb szaporító technológiáknak köszönhetően jelentősen fellendült az új hibridek és változatok nemesítése, és az új módszerekkel nagy tömegben előállított növények dísznövényként, illetve vágott virágként értékesítése.

## Jellemzők

### Virág

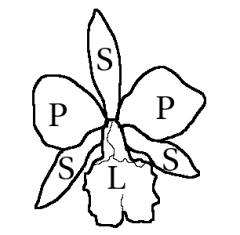

Egyszikűekről lévén szó, az orchideák virágtakarólevelei egyneműek, azaz nem különülnek csészére és pártára, virágtakarót két körben elhelyezkedő 6 db lepellevél alkotja. Ennek ellenére, mivel a külső kör levelei gyakran zöldes színűek, nem feltűnőek, gyakran nevezik ezeket csészének (szepalum), a belsőket pedig szirmoknak (petalum). A lepellevelek gyakran nagyon különböznek egymástól, legfeltűnőbb közöttük a belső kör egyik, mézajakká módosult levele, mely a virág 180°-os elfordulásának eredményeként általában lent, ritkán (ha az elfordulás 360°-os) fent található. Az említett elcsavarodás gyakran jól megfigyelhető a virág kocsányán. A virág szimmetriája kétoldali részarányos, az alsó állású magház a három termőlevél alsó részéből nő össze, a termőlevelek felső része (a bibeszál és a bibe) a porzókkal összenőve az ivaroszlopot vagy bibeoszlopot (gynostemium) alkotja. A porzók száma alapján egyes szerzők a családot három kisebb családra bontották:
Apostasiaceae – 3 porzó, a pollenszemek nem tapadtak össze, a magház három rekeszű
Cypripediaceae – 2 porzó, a pollenszemek összetapadtak
Orchidaceae – 1 porzó, a pollenszemek polliniummá nőttek össze.

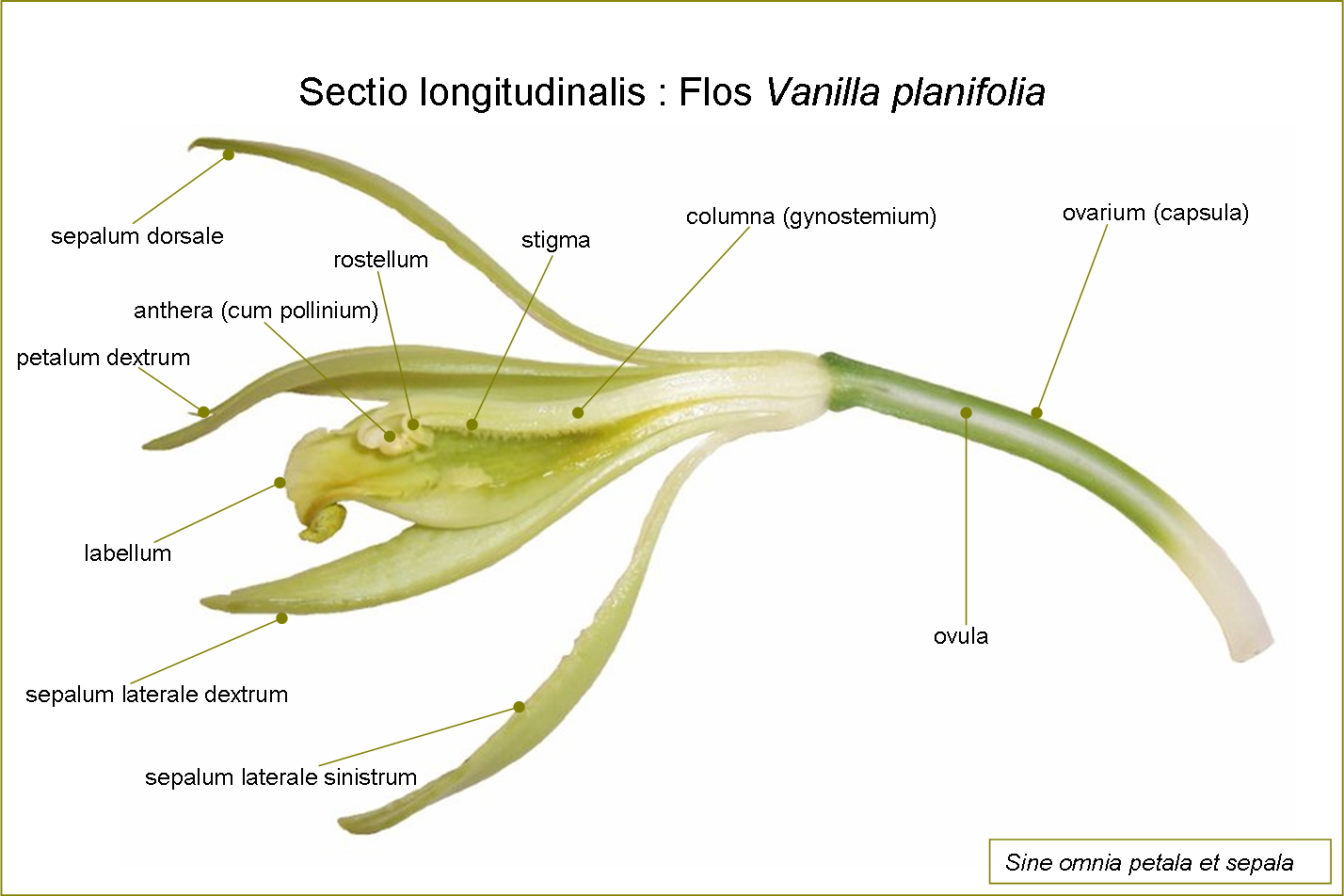
Vanilla planifolia virágának hosszmetszete:
sepalum dorsale=felső külső lepellevél, anthera=porzó a polliniumokkal, rostellum=csőröcske, petalum dextrum=jobb oldali belső lepellevél, labellum=mézajak, sepalum laterale dextrum=jobb alsó külső lepellevél, sepalum laterale sinistrum=bal alsó külső lepellevél, rostellum=, stigma=, columna=ivaroszlop, ovarium=magház, ovula=magkezdemény(ek)

A három család közül a legutolsó (Orchidaceae) esetén (az APG a három családot összevonja szintén Orchidaceae néven) a termőt és az ivaroszlop egy részét alkotó 3 termőlevél egyike csőrszerűen meghosszabbodik (rosztellum), vége egy vagy két tapadókoronggá (viszcidium) alakul – ezek sokszor a növény és egy adott rovarfaj koevolúciójának az eredményei. Megporzáskor ezek a tapadókorongok a pollenszemekből összeálló polliniummal együtt tapadnak a megporzó rovarra. A pollenszemek összetapadása az orchideák „mindent vagy semmit” szaporodási stratégiájának megfelelően az értékes pollen biztos célbajuttatását igyekszik biztosítani. A mézajak gyakran alakul át kiöblösödő rovarcsapdává, vagy hátsó részén olyan sarkantyú alakul ki, amelyben a rovarok csalogatásához szükséges nektár vagy egyféle pollenszerű képződmény (pszeudopollen) gyűlik össze. A polliniumok és a táplálékként felkínált anyagok elhelyezkedése, elkülönülése védi a pollent a fizikai behatások ellen. Sok orchideafaj semmit sem kínál cserébe a rovarnak, ezek olykor a rovar fajtársát utánozzák, olykor pedig egyes, nektárt termelő növényeket (részletesen lásd: Szaporodás).

### Magvak
Az orchideák egyedi szaporodásmódjának szerves részeként a magvak nagy számban (toktermésenként 1000–4 millió), ugyanakkor rendkívül kis méretben termelődnek. A magvakat a szél terjeszti, szikanyagot (endospermium) nem tartalmaznak, vagyis semmiféle tartalék tápanyaggal nem rendelkeznek. A csírázáshoz ezért minden orchideafaj számára szükséges a mikorrhizális szimbionta gombával (ezek bazídiumos gombák) való kapcsolat, a növény egyedfejlődése során ebben a korai szakaszban függ legnagyobb mértékben a gombától. Ha a találkozás megtörténik, a mag csírázásának első lépéseként egy halvány szerkezet, az orsó alakú protokorm alakul ki, melynek megerősödése évekig is eltarthat, ezalatt a növény tulajdonképpen a gombán élősködik. Ezen időszak után kezdenek kialakulni a gyökerek és a leveles hajtások.

### Levél
Az orchideafélék levelei osztatlanok, a száron két sorban, vagy szórtan állnak, általában ülők, vagy kissé szárölelők, vagy csak tőlevelek vannak. Általában nincs nyelük. A gyöktörzsön, a hajtás tövében és csúcsán csökevényes pikkelylevelek nőnek.

### Gyökér

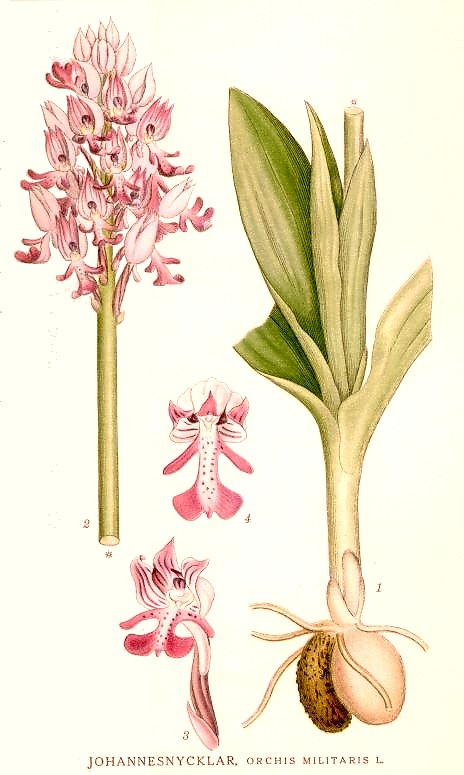
Vitézkosbor (Orchis militaris) ikergumói

A gyökérzet általában erős, vastag, tápanyagok raktározására is alkalmas, elágazások nélküli gyökerekből álló mellékgyökérrendszer. A fán lakó (epifita) életmódú fajok gyökerei gyakran a fakéregre tapadnak (ez jól megfigyelhető a szobanövényként egyre népszerűbb Phalaenopsisnál), vagy szabadon lelógnak (például Vanda). Különösen a gyökerek csúcsán figyelhető meg, hogy a gyökerek klorofillt is tartalmaznak, vagyis részt vesznek az asszimilációban. A gyökér további részeit általában egy ezüstfehér színű réteg, a nedvesség esetén itatósként, szárazság esetén viszont párologtatást gátló felületként viselkedő, pórusos szerkezetű velamen borítja. A legtöbb trópusi orchidea fákon él, és a talajlakó trópusi fajok sem földben, hanem a laza, levegővel átjárt szerves törmelékben tenyésznek. Ezzel szemben minden, mérsékelt övi faj talajlakó, gyökereik nem fotoszintetizálnak, a gyökerek viszonylag vastagok, rajtuk kevés a gyökérszőr, külső rétegüket gombafonalak szövik át. A növény gyakran egész életén át kapcsolatban marad a szimbionta gombával. A talajlakó orchidák gyakran tárolnak tápanyagokat kettős gyökérgumóikban (ikergumó), olykor hosszú, kedvezőtlen időszakokat is átvészelhetnek így, a talajba visszahúzódva. A család neve erre az ikergumóra vezethető vissza (orchis – here).

### Szár
Száruk többszörösen, vízszintesen vagy függőlegesen fejlődő gyöktörzs, amely éves hajtásokat növeszt. Az alsó szártag (internódium) néha megvastagszik, és álgumóvá (pseudobulba) fejlődik. Ez a jelenség a trópusi fajoknál gyakori, de ritkábban az európaiaknál is előfordul.